# Воля-Бендковська
Воля-Бендковська (пол. Wola Będkowska) — село в Польщі, у гміні Буженін Серадзького повіту Лодзинського воєводства.
Населення — 228 осіб (2011).
У 1975-1998 роках село належало до Серадзького воєводства.

## Демографія
Демографічна структура станом на 31 березня 2011 року:
|          | Загалом | Допрацездатний вік | Працездатний вік | Постпрацездатний вік |
| -------- | ------- | ------------------ | ---------------- | -------------------- |
| Чоловіки | 118     | 29                 | 77               | 12                   |
| Жінки    | 110     | 17                 | 59               | 34                   |
| Разом    | 228     | 46                 | 136              | 46                   |